# Grumichella rostrata
Grumichella rostrata är en nattsländeart som beskrevs av August Friedrich Thienemann 1905. Grumichella rostrata ingår i släktet Grumichella och familjen långhornssländor. Inga underarter finns listade i Catalogue of Life.